# Redenção
Redenção est une municipalité brésilienne située dans l'État du Pará. En 2010, elle compte 75 556 habitants.

## Activité

### Parque Natural Municipal de Redenção
Créé en 2019 en tant que première unité de conservation de la municipalité de Redenção-PA, le parc naturel municipal est situé au sud-est du Pará et a une superficie de 23 hectares. Cet espace a été reconnu par les habitants de la ville et de la région comme un lieu d'une beauté exubérante et qui préserve les caractéristiques de l'Amazonie et du Cerrado. 
Ainsi, le PNMR (Parc Naturel Municipal de Redenção) revêt une importance fondamentale pour la qualité de vie de la population de Redenção, car il contribue directement à la préservation de la biodiversité locale et à l'épuration de l'air. 
De plus, son écosystème amazonien est riche et diversifié, car il abrite une faune et une flore d'une grande valeur bioécologique : il comprend plusieurs espèces et certaines sont même menacées d'extinction.